# بريتاني براون (عداءة)
بريتاني براون (ولدت في 18 أبريل 1995) هي عداءة أمريكية فازت بالميدالية الفضية في بطولة العالم 2019 في سباق 200 متر، والميدالية البرونزية في سباق 200 متر في دورة الألعاب الأولمبية الصيفية 2024 في باريس.